# Loïc Leferme
 (décembre 2012).
Si vous disposez d'ouvrages ou d'articles de référence ou si vous connaissez des sites web de qualité traitant du thème abordé ici, merci de compléter l'article en donnant les références utiles à sa vérifiabilité et en les liant à la section « Notes et références ».
Loïc Leferme, né le 28 août 1970 à Malo-les-Bains (Nord) et mort le 11 avril 2007 à Villefranche-sur-Mer (Alpes-Maritimes), est un apnéiste français spécialisé dans l'apnée no limit, discipline dans laquelle il a battu le record du monde à cinq reprises. Il a également été impliqué dans le développement de l'apnée sportive à travers la création d'organisations chargées de promouvoir la discipline et d'organiser les compétitions. Il est notamment un des co-fondateurs de Association internationale pour le développement de l'apnée (AIDA), une des principales fédérations d'apnée dans le monde. En 2007, il trouve la mort à la suite d'un dysfonctionnement technique, lors d'un entraînement d'apnée no limit en rade de Villefranche.

## Biographie

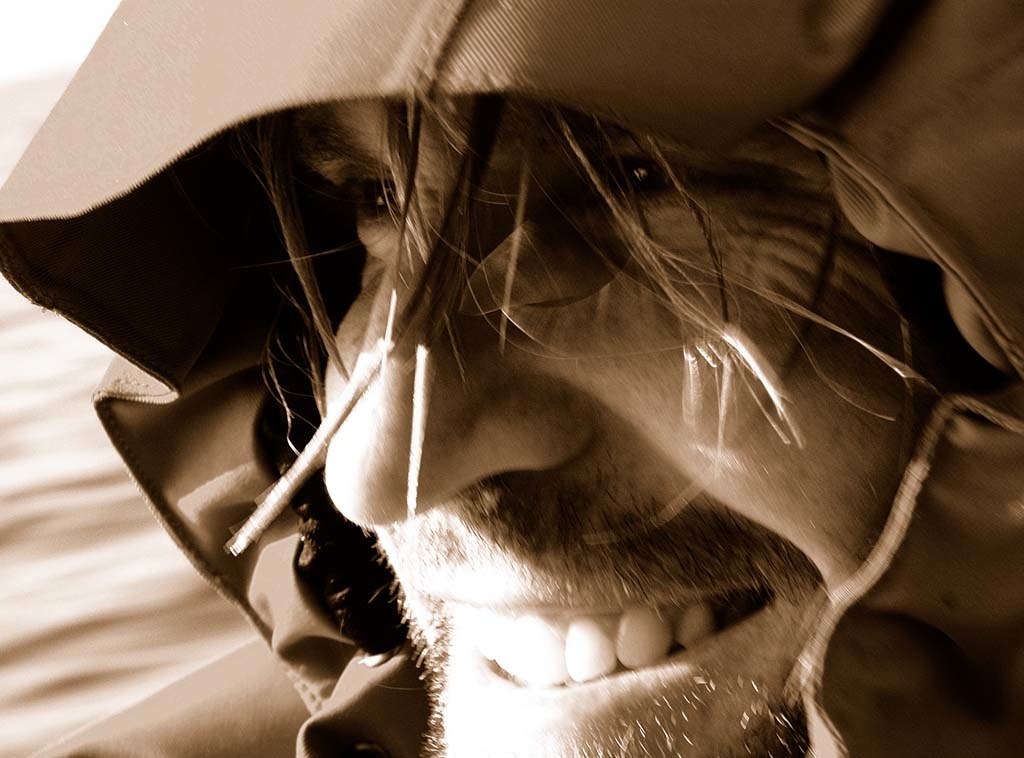
Loïc à la sortie d'un entraînement - printemps 2007

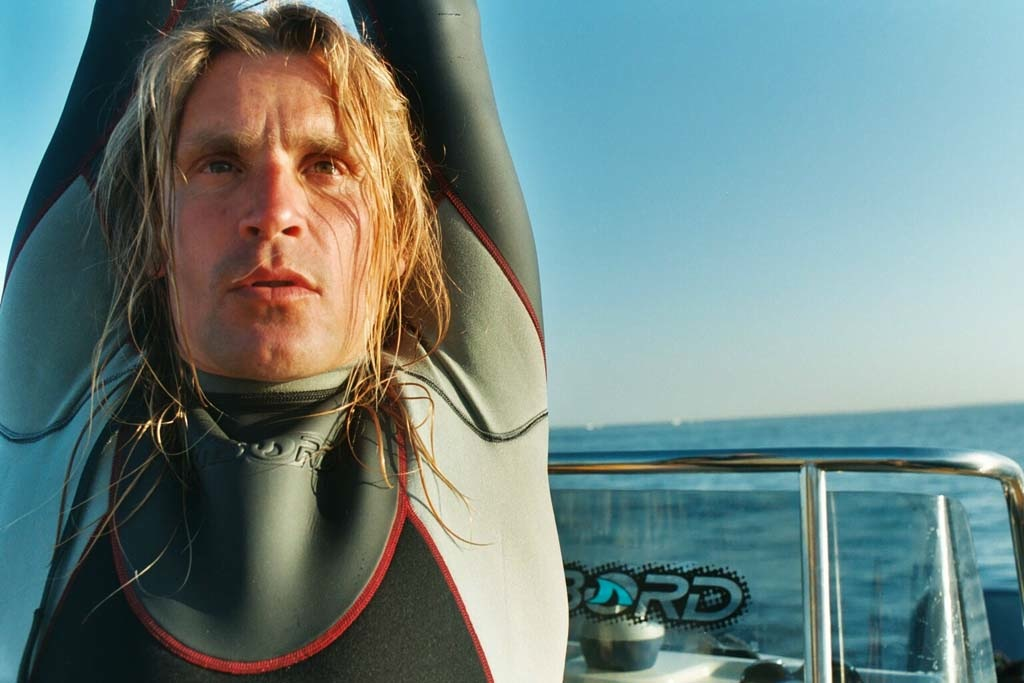
Loïc lors d'un entraînement en No-Limit

### Origine
Originaire de Malo-les-Bains près de Dunkerque, Loïc est né le 28 août 1970. Il est issu d’une famille de nageurs : son grand-père, entraîneur national et son père, plusieurs fois champion de France de natation et pré-sélectionné olympique (Jeux de Mexico)[réf. nécessaire]. À Nice, Loïc commence l’apnée pendant ses études de sport à l’université avec Olivier Heuleu, étudiant de sa promotion, membre de l’équipe de France d’apnée de 1998 à 2001 et vainqueur de la Coupe du monde par équipe en 2000. À la fin de ses études, Loïc obtient une maîtrise en sciences et techniques des activités physiques et sportives (STAPS) dont le sujet était « Le "vol" en escalade ».
Loïc pratique principalement la varappe, le ski depuis son adolescence, mais aussi l’alpinisme et la spéléologie. Il est très impressionné à l’époque par des grands alpinistes comme Reinhold Messner — il lit La montagne à mains nues de René Desmaison —, des grimpeurs comme Patrick Edlinger et Patrick Berhault (dont il sera très proche les dernières années avant sa disparition), ou encore des navigateurs hors du commun, passionnés et anticonformistes comme Bernard Moitessier.

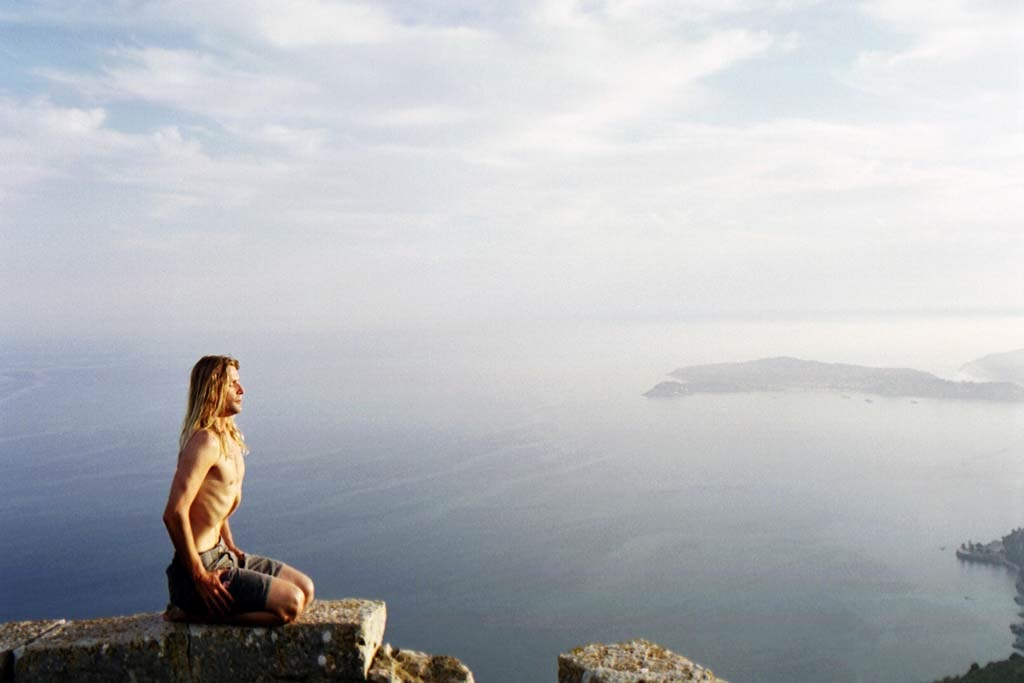
Loïc à la tête de Chien, célèbre site d'escalade à la Turbie - exercice de respiration - 1998

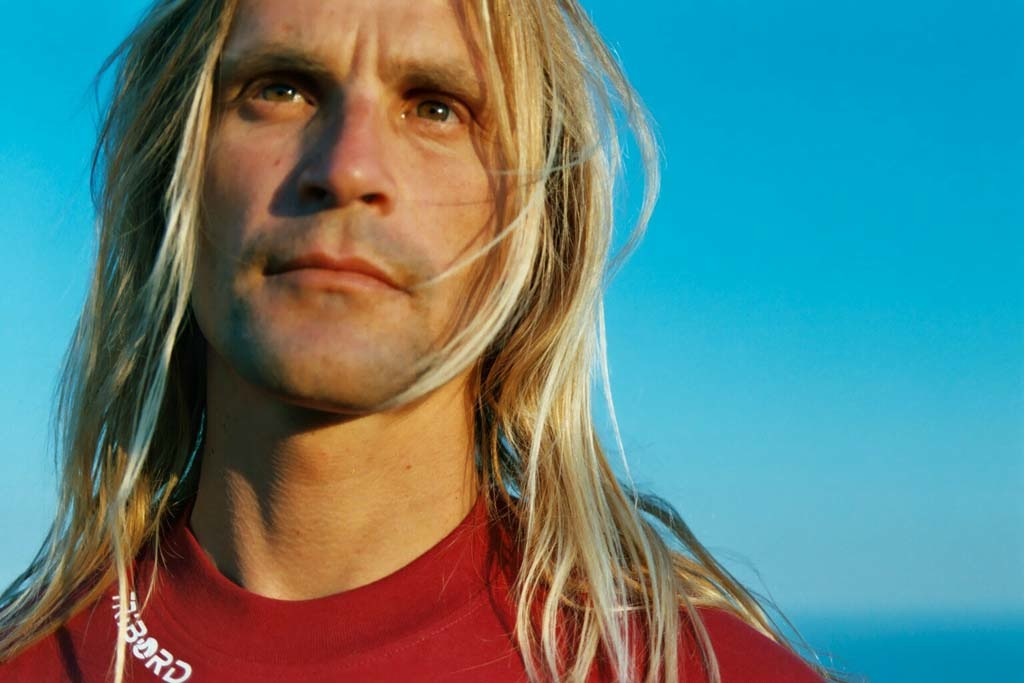
Loïc au large de la rade de Villefranche-sur-mer - lieu de ses records

### La création de l’AIDA
Olivier et Loïc pratiquent l’apnée avec Marc Counil (cofondateur de l’Association Loïc Leferme et coorganisateur du FREE BLUE Tour en 2008) et ont pour professeur Claude Chapuis (ancien recordman du monde en apnée statique en 1990, membre de l’équipe de France d’apnée - champion du monde par équipe en 2000 et 2e en 2001).
Tous les trois appartiennent au Centre International de Plongée en Apnée (CIPA) situé à Nice et dirigé par Claude Chapuis. Ils sont les premiers à organiser des stages pour tous[réf. souhaitée] (pour tous niveaux et en utilisant déjà des gueuses), ils fédèrent l’apnée mondiale[réf. souhaitée] avec d’autres grâce à la création de l'Association internationale pour le développement de l'apnée (AIDA) fondée en 1992 par Roland Specker, aujourd’hui la référence mondiale de l’apnée sportive.

### La création de compétitions
Ils créent une série de compétitions nationales d'apnée, européennes et internationales (coupes de France, Trophée européen, et surtout le 1er championnat du Monde à Saint-Jean-Cap-Ferrat en 1996).

### Entraîneur de l’équipe de France d’apnée
Tout en menant une carrière d’apnéiste profond, il suit de très près la création d’une équipe de France d’apnée (il est entraîneur de l’équipe masculine et féminine en 2000). Cette équipe sera présente lors des grands rendez-vous sportifs créés par l’AIDA : les coupes du monde et les compétitions européennes. Ils sont successivement :
- Organisateur du 1er championnat du Monde à Nice en 1996
- Second au championnat du Monde en Sardaigne 1998
- Second en 1999 au championnat international d’El Gouna en Égypte
- 1er (hommes et femmes) à l’issue de la 2e coupe du monde à Nice en 2000
- 2e hommes et 11e femmes à Ibiza 2001 lors du troisième championnat du monde
- 1er par équipe à Chypre 2003.

Et depuis, une équipe de France est présente au plus haut niveau à tous les grands rendez-vous de l’apnée mondiale.
 
En 1999, il crée le CIPA (Centre International de Plongée en Apnée de Nice) avec Claude Chapuis et Eric Hoarau qui aujourd’hui accueille des pratiquants du monde entier et est une référence pédagogique dans le milieu international de la plongée libre.

### Figure publique
Dès 1999, l’image de Loïc va intéresser des marques ou groupes industriels tels que LUCENT Technologies, BEUCHAT, TRIBORD (groupe Décathlon), HUBLOT Montres, RICA LEWIS, LABORATOIRES RICHELET.[réf. nécessaire]
 
- Quelques livres dont il est le sujet :
  - 2003 : « La descente de l’homme poisson » éditions Plon, 2003
  - 2004 : « Hommes Poissons » Robert Margaillan - éditions Ouest-France
  - 2007 : « 100 ans d’exploration » Société des explorateurs français -éditions Glénat
  - 2008 : « Le mental des champions » Hubert Ripoll – éditions Payot rivages
- Les films:
  - 2001 « Les hommes poissons » de David Rosanis
  - 2007 « Les chemins de la profondeur » de David Rosanis
  - 2010 « La vie sans air » de Jean François Jullian
  - 2017 " Les Enfants du Grand Bleu " Jérôme Espla

Il est le sujet de nombreux articles de la presse et des médias nationaux et internationaux.[réf. nécessaire]
Il collabore à divers festivals, colloques où il rencontrera de nombreuses personnalités sportives, des journalistes, des industriels ou des explorateurs qui deviendront pour certains des amis ou des références.[réf. nécessaire]
De 1998 à 2000, c'est Marielle Bader qui organisera son sponsoring et ses records, elle-même responsable de la section communication du sponsor américain, et permettra la réalisation d'une quinzaine de films tant de ses records que des championnats de France.[réf. nécessaire]
Marielle Bader permettra également, lors de son record des 154 mètres, de le retransmettre en direct grâce à un opérateur téléphonique qui équipera la gueuse d'une caméra, et le diffusera sur internet. [réf. nécessaire]
 
Loïc Leferme a, depuis le début de l’année 2003, créé une structure de production audio-visuelle, InspirationProd. Il a plusieurs projets de documentaires en tant que producteur et réalisateur, notamment Bleu Afghan, un documentaire de 52 minutes qu’il vient de réaliser avec Guillaume Nery lors de leur voyage en Afghanistan en compagnie de l'aventurier et écrivain-voyageur Olivier Weber, 
Profondeur Absolue, un clip promotionnel de son record de 9 minutes à −171 mètres.[réf. nécessaire]
 
Il participe aussi en tant que consultant à de nombreuses conférences pour partager son expérience et sa méthode.[réf. nécessaire]

### Mort à l'entraînement
Le 11 avril 2007, lors d’un entraînement en rade de Villefranche-sur-Mer pour la préparation d’un nouveau record du monde qui avait commencé 6 mois plus tôt, Loïc est victime d’un accident technique et succombe par noyade.
Malgré les recherches de la Comex et l’aide technique de Henri Germain Delauze et son équipe et malgré la reconstitution de l’accident pour en comprendre les raisons, seules des interrogations et quelques débuts d’explication subsistent….
Dans le livre Profondeurs, Guillaume Néry apporte page 215 quelques explications sur ce drame : pendant la remontée, le système se bloque. Le contrepoids s'emmêle avec le câble officiel. Loïc reste bloqué à -85 mètres. Narcosé, il réussit à se déloger. Il tente de remonter par ses propres moyens. Il tombe en syncope vers -30 mètres. On finit par le remonter à bord, mais il est déjà mort malgré les tentatives de réanimation.

« Quand s’arrêter ? Comment continuer ? Pourquoi ? Les 200 m, moi, un autre… Voilà toutes les questions auxquelles je dois répondre régulièrement. La profondeur pour moi fait figure de recherche dans les profondeurs du conscient et de l’inconscient, cette recherche fait rejaillir toutes les craintes, les souvenirs, les peurs, les doutes, pour mieux évoluer et répondre à cette question que je me pose : il y a un juste milieu entre griller la vie par les deux bouts et se retourner sur sa vie, et réaliser que j’ai fait le contraire de ce que je voulais faire au plus profond de moi, aigri par la non-réalisation de mes rêves. Je vais dans l’extrême pour mieux trouver l’équilibre, je crois ne pas être le seul à le rechercher… Seulement le seul risque que l’on prend, c’est de ne pas avoir le cran de le faire, le cran dans notre société, d’avoir la vie que l’on veut mener et pas celle que l’on s’inflige pour des raisons diverses… Le seul risque que j’ai pris c’est de me lancer dans cette aventure alors que j’aurais dû passer des examens pour avoir un métier qui n’est juste là que pour me faire vivre…. Depuis que je suis petit, j’ai toujours eu au fond de moi cette aspiration, sans pour autant pouvoir lui mettre une étiquette et savoir vraiment par quel chemin y accéder. Finalement à 25 ans passés, cela a pris cette forme… Je m’y sens parfaitement et je repense à ces sensations que j’avais étant plus jeune, à ne pas réellement m’accomplir dans la vie. J’essaie de trouver cet équilibre entre ma famille et cette quête de la profondeur dans laquelle ils sont présents quotidiennement et un soutien essentiel… »

— Loïc Leferme

## Records mondiaux
- 1999 : 137 mètres (apnée No Limit), le 5 juin 1999, en rade de Villefranche-sur-Mer
- 2000 : 152 mètres (apnée No Limit), le 22 juin 2000, en rade de Villefranche-sur-Mer
- 2001 : 154 mètres (apnée No Limit), le 18 août 2001, en rade de Villefranche-sur-Mer
- 2002 : 162 mètres (apnée No Limit), le 20 octobre 2002, en rade de Villefranche-sur-Mer[4]
- 2004 : 171 mètres (apnée No Limit), le 30 octobre 2004, en rade de Villefranche-sur-Mer

## Distinctions
- 2005 : Prix André de Saint-Sauveur de l'Académie des sports, pour son record du monde de plongée en  apnée no limit.
- 2024 : Gloire du sport[5]